# Lac Robertson (Taschereau)
Pour les articles homonymes, voir Robertson.
Le lac Robertson est un plan d'eau douce de la municipalité de Taschereau, dans la municipalité régionale de comté (MRC) de Abitibi-Ouest, dans la région administrative de Abitibi-Témiscamingue, dans la province de Québec, au Canada.
Outre la zone du village de Taschereau située au Nord-Ouest, ce lac est entouré de zones agricoles et forestières.
L'agriculture constitue la principale activité économique du secteur ; les activités récréotouristiques, en second. Ce bassin versant est desservi par la Montée d'Aiguebelle (sens Nord-Sud) à l'Ouest du lac, par la route 111 du côté Nord et Nord-Est du lac, ainsi que la route des 4e et 5e rang du côté Est du lac.
Annuellement, la surface du lac est généralement gelée de la mi-novembre à la fin avril, néanmoins, la période de circulation sécuritaire sur la glace est habituellement de la mi-décembre à la mi-avril.

## Géographie
Les principaux bassins versants voisins du lac Robertson sont :
- côté Nord : petite rivière Bellefeuille, ruisseau Coguay, rivière Macamic, petite rivière Macamic ;
- côté Est : rivière Villemontel, rivière Chicobi, rivière Davy ;
- côté Sud : lac Genest, lac Loïs, rivière Kinojévis ;
- côté Ouest : lac Chavigny, rivière Loïs, rivière Fréville.

Le lac Robertson est connecté au Nord au lac Taschereau par un détroit de 0,7 km passant sous le pont ferroviaire du Canadien National et sous le pont de la route 111. Couvrant une superficie de 4,2 km2, ce plan d’eau comporte une presqu’île s’avançant vers l’Ouest.
L’embouchure du lac Robertson est située à :
- 1,4 km au Sud du centre du village de Taschereau ;
- 23,8 km au Sud-Est de l’embouchure de la rivière Bellefeuille ;
- 42,2 km au Sud-Est de l’embouchure de la rivière La Sarre ;
- 109,5 km à l’Est de l’embouchure du lac Abitibi ;
- 51,4 km au Nord-Est de Rouyn-Noranda[1].

Le lac Robertson se déverse par le côté Ouest dans la rivière Bellefeuille laquelle coule sur 47,6 km vers le Nord-Ouest jusqu’à la rive Est du lac Macamic que le courant traverse vers le Nord-Ouest sur 5,4 km. Le lac Macamic se déverse dans la rivière La Sarre laquelle se déverse à son tour sur la rive Nord-Est du lac Abitibi. De là, le courant traverse le lac Abitibi vers l’Ouest sur 83,4 km jusqu’à son embouchure, en contournant cinq grandes presqu’îles s’avançant vers le Nord et plusieurs îles.
À partir de l’embouchure du lac Abitibi, le courant emprunte le cours de la rivière Abitibi, puis de la rivière Moose (Ontario) pour aller se déverser sur la rive Sud de la baie James.

## Toponymie
L’hydronyme « Lac Robertson » a été officialisé en 1912 par la Société de géographie de Québec. Cette désignation toponymique évoque l’œuvre de vie de W. D. Robertson, ingénieur écossais, lequel a contribué à la construction du chemin de fer Transcontinental en Abitibi. Le quartier général de cette société se situait à Taschereau. Ce toponyme est indiqué dans le Dictionnaire des rivières et lacs de la province de Québec (1914). Les Algonquins désignent ce lac, Obacki Sagahigan, signifiant « lac des marais élevés »,.
Le toponyme "lac Robertson" a été officialisé le 5 décembre 1968 par la Commission de toponymie du Québec, soit lors de sa création.

## Histoire
Sur les rives du lac Robertson, des artefacts amérindiens remontant à plus de 7000 ans ont été découverts. Ce site s’inscrit ainsi comme l’un des plus anciens lieux d’occupation humaine de l’Abitibi.